# Zero Mostel
Samuel Joel (Zero) Mostel (Brooklyn, 28 februari 1915 - Philadelphia, 8 september 1977) was een Amerikaanse toneel- en filmacteur, bekend om zijn portrettering van komische karakterrollen zoals Tevye (spreek uit: 'Tevje' - hoofdfiguur van Sholom Aleichem) in het toneelstuk Fiddler on the Roof, Pseudolus (op toneel en het witte doek) in A Funny Thing Happened on the Way to the Forum, en Max Bialystock (een egoïstische en hebzuchtige man, belust op geld) in de originele filmversie van The Producers (1968). In de jaren 50 (van de twintigste eeuw) stond hij op de Zwarte lijst van Hollywood, ook zijn getuigenverklaring voor het House Committee on Un-American Activities kwam breeduit in de pers. Hij is winnaar van een Tony Award en Obie Award (sinds 1956 uitgereikt door The Village, een New Yorks weekblad voor theaterartiesten en -groepen aan hen die off-Broadway spelen).

## Jonge jaren
Mostel werd geboren als Samuel Joel Mostel, zoon van Israel Mostel, een Oost-Europese Jood, en Cina "Celia" Druchs, ook uit een Joodse familie, die in Polen werd geboren en opgroeide in Wenen. De twee emigreerden naar de Verenigde Staten (ieder apart: Israel in 1898 en Cina in 1908) waar ze elkaar ontmoette en trouwden. Israel had al vier kinderen uit zijn vorige huwelijk; met Cina had hij er ook vier, waarvan Samuel, later bekend als Zero, het zevende kind was.
Aanvankelijk woonden ze in Brownsville, een wijk in Oost-Brooklyn, en verhuisden later naar Moodus, Connecticut, waar ze een boerderij kochten. Het geld kwam binnen via de wijnbouw en het slachthuis. Het ging niet zo goed met de boerderij. Volgens Zero kwam er een koppige bankdirecteur met een woeste snor en een executie op de boerderij, waarna de familie naar New York terugging en een huis betrok op Lower East Side van Manhattan en Zero ging naar de openbare school waar hij zich vormde. Zijn vader kreeg een baan als wijnchemicus. Hoewel de familie niet arm was, moest men het toch zuinig aan doen. Zijn familie omschreef Zero als uitbundig en levendig, met een goed gevoel voor humor. Hij toonde intelligentie en observatie, wat zijn vader overtuigde dat hij een goede rabbi zou worden; maar Zero hield van schilderen en tekenen, een passie die hij zijn hele leven bleef doen. Volgens Roger Butterfield (journalist bij The Saturday Evening Post) maakte zijn moeder een suède pak voor hem en zond hem naar het Metropolitan Museum of Art om meesterwerken na te tekenen. Het schilderij Study for Woman in Black and Green van de Amerikaanse schilder John White Alexander (1856-1915) was zijn favoriet. Hij kwam dagelijks terug om dit werk na te tekenen, dit tot groot genoegen van de bezoekers. Op een middag, terwijl de bezoekers over zijn schouder meekeken, tekende hij het hele schilderij heel gewichtig ondersteboven; zijn publiek was verrukt.
Al op jonge leeftijd ontwikkelde hij een tweestrijd met zijn karakter, hetgeen de recensenten jaren later verwarde: Als hij alleen was, was hij ijverig en stil, maar als er naar hem gekeken werd vond hij dat hij in het centrum van de belangstelling moest staan en sloeg zich daar met humor doorheen. Het feit dat hij thuis Engels, Jiddisch, Italiaans en Duits sprak, leverde hem een groot publiek van verschillende afkomsten op.
Op de lagere school bleek hij een uitstekende leerling te zijn (de bijnaam 'Zero' kreeg hij, volgens eigen zeggen, toen hij een gemiddeld cijfer behaalde). Op The Educational Alliance leerde hij professioneel schilderen. Hij behaalde zijn middelbareschooldiploma aan de Seward Park High (inmiddels gesloten); het jaarboek vermeldt: "Een toekomstige Rembrandt... of misschien een komediant?".
Op de City College of New York, een openbare college dat arme studenten de kans gaf hoger onderwijs te genieten, gedroeg hij zich niet alleen bij de zwemploeg clownesk, maar ook bij de R.O.T.C. (Reserve Officiers' Training Corps).
Het was enkel eersteklassers toegestaan de kunstles te volgen, maar Zero volgde hem herhaaldelijk om te kunnen tekenen en professionele feedback te krijgen. In die tijd had hij de vreemdste baantjes en in 1935 ontving hij zijn bachelor. Hij studeerde verder voor een master of arts en als tekenleraar was hij verbonden aan het Public Works of Art Project (PWAP).
In 1939 trouwde hij met Clara Sverd en verhuisden ze naar een appartement in Brooklyn. Het huwelijk hield geen stand, want Clara kon niet accepteren dat Zero zoveel tijd spendeerde in zijn studio samen met andere kunstenaars en ook dat hij niet in staat was haar te onderhouden op het niveau dat zij gewend was. In 1941 gingen ze apart wonen en in 1944 scheidde het stel. Maar Clara ging alleen met de scheiding akkoord als Zero haar voor de rest van zijn leven een percentage van zijn inkomsten zou betalen.

## Carrière

### Begintijd
Naast zijn verplichtingen bij de PWAP, gaf Zero ook nog kunstlezingen in New Yorkse musea. Tijdens het rondleiden van de groepen studenten, kon Zero zijn gevoel voor humor niet onderdrukken en werden zijn lezingen niet alleen beroemd om zijn kennis van de kunst, maar ook door zijn humor. Naarmate zijn reputatie groeide, werd hij uitgenodigd om partijen en andere sociale gelegenheden op te vrolijken; hiermee verdiende hij drie tot vijf dollar per keer. Toen volgde er optredens bij Arbeiders- en Studentenverenigingen waar Zero grappen maakte over het sociale leven. Deze optredens zouden de komende tien jaar een grote rol spelen en zou hij uiteindelijk op de zwarte lijst komen te staan.
De Café Society (een nachtclub in hartje Manhattan; geopend sinds 1938) nodigde Zero in 1941 uit om professioneel komiek te worden en in een echt stuk te spelen. Hij ging erop in en in de maanden erna werd hij de hoofdattractie. De publiciteitsagent van de club raadde hem aan 'Zero' als artiestennaam te gebruiken, in de hoop dat men zou zeggen: "Hier is de man die van niets iets maakt."
 Op zijn 27e stortte hij zich volledig en alleen nog maar op zijn carrière in de showbusiness.

### Eerste succes
Vanaf hier ging het erg vlug met Zero. Alleen al in 1942 ging zijn salaris in de Café Society van 40 dollar per week naar 450 dollar; hij verscheen in radioprogramma's, speelde in twee Broadwayshows (Keep Them Laughing (Houd ze aan het lachen) en Top-Notchers (Topklasse)), speelde in het Paramount Theatre in New York, verscheen in een MGM-film (Du Barry Was a Lady), en boekte een kamer in hotel La Martinique voor 4.000 dollar per week. Ook had hij een gastoptreden in het Yiddish Theatre in New York, de stijl die hem eigen was. Het tijdschrift Life omschreef Zero in 1943 als volgt: "De meest grappigste Amerikaan die nog leeft".
In maart 1943 moest Zero het leger in. Het is niet met zekerheid te zeggen hoelang hij gediend heeft. De een zegt dat hij na een half jaar al afzwaaide vanwege een colitis, de ander zegt dat hij de oorlog heeft uitgediend. Hoe dan ook, het is in elk geval duidelijk dat hij eervol werd ontslagen en dat hij de troepen tot 1945 vele maanden geamuseerd heeft via de USO (Unite Service Organizations).
Na twee jaar verkering trouwde hij op 2 juli 1944 met Kathryn (Kate) Cecilia Harkin, een danseres in de Chez Paree-club. Het huwelijk wankelde soms, omdat Zero, net als destijds bij Clara, veel tijd in zijn kunststudio doorbracht. Vrienden van de familie omschreven het huwelijk als gecompliceerd, met veel strijd maar zwijgende adoratie. Ze bleven bij elkaar tot Zero's dood in 1977. Ze kregen twee zoons: acteur Joshua (Josh - 1946) en kunstenaar Tobias (Toby - 1948).
Toen Zero werd ontslagen uit militaire dienst, ging ook zijn carrière weer bergopwaarts. Hij verscheen in een aantal toneelstukken, musicals, opera's en films. In 1946 deed hij zelfs een poging serieus te acteren in The Beggar's Opera, maar het ontvangst was gematigd. Critici zagen hem als een veelvoudige artiest die zowel in een stuk van Molière kon spelen alsmede op de bühne van een nachtclub kon staan.
Ondertussen werd Zero door de FBI in de gaten gehouden, vanwege de politieke keuze die hij aanmoedigde. Afgaand op zijn FBI-dossier werd hij vaak gezien bij ontmoetingen van de Communistische Partij (1941) en nam actief deel aan de groepering om Earl Browder (1891-1973) vrij te krijgen; dit was een Amerikaanse communist die hiervoor in 1917 werd opgepakt.

### Zwarte lijst en HUAC
Ondanks de groeiende populariteit en heel veel prachtige recensies, kwam er midden jaren 50 een abrupt einde aan Zero's carrière. Hij zag dat veel van zijn vrienden uit de showbusiness op de zwarte lijst kwamen te staan en gedwongen werden namen te noemen van vermoedelijke communisten; het was voor hem dan ook geen verrassing dat zijn naam ook werd genoemd. Op 29 januari 1952 werd hij geïdentificeerd door Martin Berkeley bij het House Committee on Un-American Activities (HUAC) als zijnde lid van de Communistische Partij (in totaal noemde Berkeley 160 namen - meer dan ieder andere getuige). Dit was voldoende om Zero's carrière lam te leggen nog voordat hij gedagvaard werd om voor het HUAC te verschijnen; wat op 14 augustus 1955 gebeurde.
Het comité werd voorgezeten door voorzitter Clyde Doyle (1887-1963; hij behoorde tot het Huis van Afgevaardigden). Omdat hij zelf geen advocaat kon betalen, deed hij dat zelf. Frank Wilkinson (1914 - 2006; civiele liberale activist die eveneens terechtstond bij het HUAC) herinnerde zich de procedure aldus:

"De advocaat van het comité zette onmiddellijk de aanval in: 'Mr. Mostel, bent u nu wel of geen communist?' Zero sprong vanachter de raadstafel op uit zijn stoel, sloeg de microfoon tegen de grond, greep de advocaat van de HUAC bij de keel en schreeuwde: 'Die man noemde mij een communist! Zorg dat hij hier wegkomt! Hij vroeg me of ik een communist ben! Zorg dat hij hier wegkomt!'
"Het comité brulde van het lachen. Ze waren verrukt. Hier hadden ze Zero Mostel helemaal voor zichzelf, op de planken. Zero speelde en debatteerde met hen voor minstens twintig minuten, hun vragen beantwoordend door alle amendementen op de grondwet te declameren.
"Uiteindelijk zeiden de HUAC-advocaten voorzichtig: 'Mr. Mostel, we kennen al deze amendementen. We willen alleen maar weten of u zich nu wel of niet beroept op het Vijfde Amendement'. (Het weigeren te getuigen.)
"Hij vroeg Zero niet of hij nu wel of geen communist is, hij vroeg hem of hij zich beroept op het Vijfde Amendement. Wat zij wilden was dat hij 'Ja' zou zeggen. Na tien minuten van redetwisten zei Zero: 'Ja, ik beroep mij op het Vijfde Amendement.'
"Het verhoor werd direct stopgezet. De PR-jongen van het comité liep naar de deur en opende die. Hij zei helemaal niets tegen de verslaggevers. Hij hield alleen vijf vingers op en de pers stormde weg naar de telefoons in het hotel. De volgende ochtend luidde de koppen: "Zero Mostel Beroept Zich op het Vijfde Amendement tijdens HUAC".

Dus Zero weigerde het comité meer namen te geven en hierdoor zichzelf gunstig te stellen, en koos er dus voor geen enkele vraag te beantwoorden dat hem kon beschuldigen; een directe weigering namen te noemen stelde het comité in staat hem te minachten. Zijn getuigenis leverde hem bewondering op bij hen die op de zwarte lijst stonden. Door geen namen te noemen confronteerde hij tevens het comité op ideologische kwesties, iets wat maar zelden gebeurde. Ook verwees hij naar 20th Century Fox als “18th Century Fox” (ze werkten samen met het comité), en manipuleerde de leden van het comité om zich als zotten te gedragen.
Ondanks de bewondering die hij ontving toen hij moest getuigen, bleef hij op de zwarte lijst staan en het gezin moest rondkomen van een schamel inkomen. Zero besteedde deze tijd door in zijn studio te werken. Later zou hij zeggen dat hij deze tijd koesterde om te doen waar hij het meest van hield. De verschijning voor het HUAC, zowel die van Zero als ook van anderen, werden samengebracht in het toneelstuk uit 1972 Bent U Nu of Bent U Ooit Geweest...? van Eric Bentley (1916; Britse criticus, toneelschrijver, zanger, redacteur en vertaler).

### Ulysses in Nighttownen terugkomst
Toby Cole, een toneelagent uit New York en een sterke tegenstander van de zwarte lijst, nam in 1957 contact op met Zero en vroeg hem langs te komen. Het doel dat Toby voor ogen had was om Zero weer terug te laten keren en diens bekendheid weer terug te geven. Zero accepteerde de rol van Leopold Bloom in het toneelstuk Ulysses in Nighttown (1958), gebaseerd op het boek Ulysses, Zero's favoriete jeugdboek. Het werd in een kleine zaal gespeeld voor een handje vol publiek in Houston Street, maar de recensies die Zero kreeg waren overweldigend positief. Recensent Jack Kroll van het weekblad Newsweek vergeleek hem met Laurence Olivier; “Er gebeurde iets ongelooflijks. Een dikke komediant, Zero Mostel genaamd, gaf een voorstelling dat nog verbazingwekkender was dan die van Olivier.” Voor deze rol ontving Zero de Obie Award voor Beste Acteur 1958-'59.
Na het succes van Ulysses kreeg Zero veel aanbiedingen om in klassiekere rollen te spelen, vooral in het buitenland. Maar door de meningsverschillen met de regisseurs op het artistieke vlak en het lage salaris dat hij ervoor kreeg, werd het allemaal niet gerealiseerd. Ook werd de zwarte lijst kleiner en in 1959 verscheen hij tweemaal in het televisieprogramma The Play of the Week.

### Jaren 60 en hoogtepunt
Op weg naar huis stapte Zero op 13 januari 1960 uit de taxi na de repetities voor het toneelstuk The Good Soup (van schrijver Félicien Marceau - première 2 maart 1960) en werd aangereden door een bus, waarbij zijn been verpletterd werd. De artsen wilden zijn been amputeren, maar Zero weigerde dit; hierdoor zou zijn carrière in een klap afgelopen zijn. Hij nam het risico gangreen te krijgen en lag vier maanden in het ziekenhuis. Hoewel het geen verkeerde keuze was, bleef hij de rest van zijn leven toch last houden van het met littekens bedekte been en moest hij vanwege de pijn vaak rust nemen. Na het ongeluk nam hij advocaat Harry Lipsig (1902-1995; de 1.60m. lange "Koning van het Onrecht") in de armen. Hij was vermaard om zijn sentimentele vertolking van verwoesting richting de jury en zijn felle blik richting de verzekeringsmaatschappijen. Deze gegevens samen met zijn verwonde cliënt Zero Mostel moet de raadsman van het busbedrijf MTA beangstigd hebben, want Zero kreeg een onbekend geldbedrag uitgekeerd. Kort daarna was Zero in staat om zijn huurhuis te verruilen en met zijn gezin te verhuizen naar The Dakota. Vanaf toen liep hij met een stok en droeg hij zijn favoriete cape wanneer hij naar de Metropolitan Opera ging.
Later dat jaar speelde Zero de rol van Estragon in een televisiebewerking van Wachten op Godot. In 1961 speelde hij Jean in Rhinoceros (Neushoorn uit 1959 van de schrijver Eugène Ionesco), waar hij goede recensies voor kreeg. Recensent Robert Brustein van het weekblad The New Republic schreef dat hij “de bewegingen van een goede danser meester is, de stem heeft van een goed acteur en ook de gelaatsuitdrukkingen goed weet over te brengen”. Zijn overgang van man naar neushoorn op het toneel, werd iets legendarisch; hij won zijn eerste Tony Award voor Beste Acteur, ook al had hij dan niet de hoofdrol.
In 1962 begon Zero te werken aan zijn rol Pseudolus in de Broadway-musical A Funny Thing Happened on the Way to the Forum, een van zijn best herinnerde rollen. Aanvankelijk was de rol bedoeld voor Phil Silvers, maar die sloeg het af met de woorden dat hij deze "oude vondst" niet wilde doen. Ook Zero was niet zo happig op de rol, omdat hij dacht dat het beneden zijn mogelijkheden lag maar werd door zijn vrouw en zijn agent overtuigd. De recensies waren voortreffelijk en, na een paar moeizame weken, werd het stuk een groot kassucces met 964 voorstellingen en een sterrenstatus voor Zero. Het stuk werd ook geproduceerd voor de film (1966) waarin Zero eveneens Pseudolus speelt (hiervoor kreeg hij een Tony Award voor Beste Acteur in een Musical) en met Phil Silvers als Marcus Lycus.
Op 22 september 1964 speelde Zero de rol van Tevye in de originele Broadway-productie van Fiddler on the Roof (in de Nederlands productie werd het op 21 december 1966 opgevoerd met de titel "Anatevka" met Lex Goudsmit in de hoofdrol). Het respect dat Zero had voor Sholom Aleichem deed hem erop aandringen dat er meer van zijn stemming en stijl als musical opgenomen zou moeten worden en Zero gaf daar een enorme gestalte aan. Hij maakte ook de chazan-klank beroemd in liedjes als “If I Were a Rich Man” (Als Ik Toch Eens Rijk Was, Nederlandse tekst). De acteurs die ná Zero de rol van Tevye speelden hebben dat op zíjn manier gedaan. De recensenten waren er helemaal wild van en het stuk werd een enorme kaskraker met 3242 voorstellingen; een record voor die tijd. Zero mocht voor zijn rol een Tony Award in ontvangst nemen en werd zelfs uitgenodigd voor een receptie in het Witte Huis, waarmee hij officieel zijn politieke paria-status afsloot.
In 1967 speelde Zero Potemkin in Catherina de Grote en in 1968 speelde hij een van zijn meest beroemde rollen en wel die van Max Bialystock in The Producers (1968). Zero weigerde in eerste instantie de rol, maar regisseur Mel Brooks haalde hem over het script aan zijn vrouw te laten zien, die tot hem insprak de rol te nemen. De rol bezorgde hem gemixte recensies en was in het begin niet echt een groot succes, maar de film staat te boek als een cult-status.
Hij woonde in The Belnord aan de Upper West Side van Manhattan.

## Laatste jaren
In zijn laatste tien jaar was Zero gematigd enthousiast voor het theater. Hij koos liever rollen waarbij hij werd toegejuicht of die hij wilde spelen; hij leek beschikbaar te zijn voor elke rol die goed betaalde. Dat resulteerde in een reeks films waarvoor hij, voor de eerste keer in zijn leven sinds hij beroepsacteur werd, goede recensies kreeg. Zulke pogingen waren: The Great Bank Robbery, The Angel Levine, Once Upon a Scoundrel en Mastermind. Dit kostte hem de waardevermindering van zijn sterrenstatus: Eens een goedbetaalde acteur, nu kreeg hij te maken met komende rekeningen en ook zijn verschijning in een film of toneelstuk was niet langer verzekerd van succes.
Er waren een paar uitzonderingen, zoals de verfilming van Rhinoceros (1974) en The Front (1976 - waarin hij Hecky Brown speelt, een acteur die op de zwarte lijst staat en wiens verhaal dicht bij dat van Zero staat; voor deze rol werd hij genomineerd voor een BAFTA Award voor Beste Mannelijke Bijrol), maar ook de heropvoeringen van de toneelstukken Fiddler (1976) en Ulysses in Nighttown (1974). Ook had hij gedenkwaardige optredens in kinderprogramma's zoals Sesamstraat (1974), The Electric Company (1971-'77 - hiervoor leende hij van 1972-'77 zijn stem aan Spellbinder), en leende hij zijn stem aan de onstuimige meeuw Kehaar in de animatiefilm Watership Down (1978 (Nederlandse titel: Waterschapsheuvel). In het tweede seizoen was hij te gast in The Muppet Show (de aflevering werd in de zomer van 1977 opgenomen, maar Zero onderscheidde zich met het feit dat hij de enige gast in de show was die al gestorven was vóórdat de aflevering werd uitgezonden).
In de laatste vier maanden van zijn leven had Zero een ongezond eetpatroon (dit werd later door zijn vrienden omschreven als de hongerdood). Hij ging van 138 kilo naar 97.5 kilo. Tijdens de repetities in Philadelphia van het toneelstuk The Merchant (waarin Zero de nieuwe versie van Shakespeares Shylock) zou vertolken), klapte hij in zijn kleedkamer in elkaar en werd naar de Thomas Jefferson University Hospital gebracht. Er werd geconstateerd dat hij een ademhalingsstoornis had en er werd aangenomen dat hij niet langer in gevaar was en er snel weer bovenop zou komen. Maar op 8 september 1977 kreeg hij last van duizeligheid en verloor het bewustzijn. De dienstdoende artsen konden hem niet meer bijbrengen; diezelfde avond werd hij doodverklaard. Er werd aangenomen dat hij aneurysma had. De schrijver van het stuk The Merchant (Arnold Wesker, 1932-2016) schreef de kroniek The Birth of Shylock and the Death of Zero Mostel (1997, gepubliceerd in mei 1999) (De Geboorte van Shylock en de Dood van Zero Mostel).
In overeenstemming met zijn laatste verzoeken, heeft de familie geen openbare begrafenis of andere memorabele diensten gegeven om zijn dood te gedenken. Zero werd gecremeerd; de locatie van zijn as is nooit prijsgegeven.

## Professionele betrekkingen
Zero lag vaak overhoop met regisseurs en andere spelers. Hij werd omschreven als oneerbiedig met weinig geduld voor het onbekwame; hij vond van zichzelf dat hij een genie was en vele critici waren dat met hem eens. Hij improviseerde veel hetgeen goed viel bij het publiek, maar wat zijn medespelers vaak verwarde en sprakeloos deed staan tijdens een opvoering met publiek, omdat ze er niet op waren voorbereid. Hij nam vaak het hele toneel in beslag, of zijn rol dat nu toeliet of niet. Norman Jewison verklaarde dat dit een reden was waarom hij liever Chaim Topol de rol van Tevye zag spelen in de filmversie van Fiddler on the Roof. Zero maakte hierop bezwaar: “Er is een soort zotheid in het theater dat iemand bijdraagt aan een voorstelling. De producent draagt kennelijk bij met geld, maar moet de acteur dan helemaal niets bijdragen? Ik ben geen bescheiden man met dit soort dingen. Ik draag in grote mate bij. En men slaagt er altijd in om je op te knopen als je een interpretatie hebt. Is het niet op het toneel waar je verbeelding moet bloeien? Waarom moet het altijd zo strontvervelend zijn?”
Andere producenten, zoals Jerome Robbins en Hal Prince, huurde Zero liever in voor kortlopende stukken, omdat ze wisten dat hij minder trouw zou worden aan het script naarmate het stuk langer liep. Zijn overdreven persoonlijkheid, grotendeels te wijten aan zijn succes, intimideerde ook zijn collega's en beschermde hem belangrijke rollen te krijgen.
In zijn autobiografie Kiss Me Like a Stranger schrijft acteur Gene Wilder dat hij in het begin als de dood was voor Zero. Maar na te zijn voorgesteld komt Zero het toneel oplopen, loopt naar Gene toe en geeft hem een dikke kus. Gene zegt dankbaar te zijn dat Zero hem zo'n waardevolle les heeft geleerd, en ook voor het dagelijks mogen meerijden naar het werk. Gene en Zero speelden samen in het toneelstuk Rhinoceros en leenden samen hun stem voor het kinderprogramma The Electric Company. Ze bleven hartsvrienden tot aan Zero's dood.
Zero's script voor Fiddler on the Roof wordt bewaard in de New York Public Library of The Performing Arts (onderdeel van de New York Public Library.

## Werk

### Toneel
- Cafe Crown (1942 - Vaste klant) (kwam enkele malen onverwachts op, maar maakte officieel geen deel uit van de filmploeg)
- Keep 'em Laughing (1942 - Zichzelf)
- Top-Notchers (1942 - Zichzelf)
- Concert Varieties (1945 - Zichzelf)
- Beggar's Holiday (1946 - Hamilton Peachum)
- Flight Into Egypt (1952 - Glubb)
- Lunatics and Lovers (1954 - Dan Cupid) (verving Buddy Hackett (1924-2003) tijdens diens vakantie)
- The Good Woman of Setzuan (1956 - Shu Fu)
- Good as Gold (1957 - Doc Penny)
- Ulysses in Nighttown (1958 - Leopold Bloom)
- The Good Soup (1960 - Croupier) (werd vóór de première vervangen door Jules Munshin (1915-1970) vanwege een gebroken been)
- Rhinoceros (1961 - John)
- A Funny Thing Happened on the Way to the Forum (1962 - Pseudolus)
- Fiddler on the Roof (1964 - Tevye)
- Ulysses in Nighttown (1974) (heropvoering)
- Fiddler on the Roof (1976) (heropvoering)

### Films
- Du Barry Was a Lady (1943 - Rami the Swami)
- Panic in the Streets (1950 - Raymond Fitch)
- The Enforcer (1951 - "Big Babe" Lazick)
- Sirocco (1951 - Balukjiaan)
- Mr. Belvedere Rings the Bell (1951 - Emmett)
- The Guy Who Came Back (1951 - Boots Mullins)
- The Model and the Marriage Broker (1951 - George Wixted)
- Waiting for Godot (1961 - Estragon) (zie "Wachten op Godot")
- A Funny Thing Happened on the Way to the Forum (film) (1966 - Pseudolus)
- Children of the Exodus (1967 - Verteller)
- The Producers (1968) (1968 - Max Bialystock)
- Great Catherine (1968 - Potemkin)
- The Great Bank Robbery (1969 - Priester Pious Blue)
- The Angel Levine (1970 - Morris Mishkin)
- The Hot Rock (1972 - Abe Greenberg)
- Once Upon a Scoundrel (1973 - Carlos del Refugio)
- Marco (1973 - Kublai Khan)
- Rhinoceros (1974 - John)
- Fore Play (1975 - President/Don Pasquale)
- Journey into Fear (1975 - Kopelkin)
- Mastermind (1976 - Inspecteur Hoku Ichihara)
- The Front (1976 - Hecky Brown)
- Hollywood on Trial (1976) (documentaire - Zichzelf)
- Watership Down (1978) (stem Kehaar)
- Best Boy (1979) (documentaire - Zichzelf)[4][5]